# Makram Missaoui
Makram Missaoui (arabe : مكرم الميساوي), né le 14 février 1981 à Tunis, est un handballeur tunisien.

## Palmarès

### Clubs
Compétitions nationales
- Vainqueur du championnat de Tunisie : 2001, 2008, 2015
- Vainqueur de la coupe de Tunisie : 2001, 2003, 2004, 2007, 2011, 2015
- Vainqueur du championnat de Roumanie : 2019, 2021, 2022
- Vainqueur de la coupe de Roumanie : 2020, 2021, 2022
- Vainqueur de la Supercoupe de Roumanie : 2018, 2019, 2020

Compétitions internationales
- Ligue des champions :
  - Vainqueur (1) : 2014
  - Finaliste (1) : 2015
- Vainqueur de la Coupe des vainqueurs de coupe (2) : 2004, 2008
- Supercoupe d'Afrique :
  - Vainqueur (1) : 2015
  - Finaliste : 2002
- Vainqueur du Championnat arabe des clubs champions (1) : 2012
- Vainqueur de la Coupe arabe des clubs vainqueurs de coupe (1) : 2002

### Sélection nationale
Jeux olympiques
- 12e place aux Jeux olympiques 2016

Championnats du monde
- 4e au championnat du monde 2005 (Tunisie)
- 11e au championnat du monde 2007 (Allemagne)
- 17e au championnat du monde 2009 (Croatie)
- 20e au championnat du monde 2011 (Suède)
- 19e au championnat du monde 2017 (France)
- 12e au championnat du monde 2019 (Danemark)

Championnats d'Afrique des nations
- Médaille d'or au championnat d'Afrique 2002 (Maroc)
- Médaille d'or au championnat d'Afrique 2006 (Tunisie)
- Médaille d'argent au championnat d'Afrique 2008 (Angola)
- Médaille d'or au championnat d'Afrique 2010 (Égypte)
- Médaille d'or au championnat d'Afrique 2018 (Gabon)
- Médaille d'argent au championnat d'Afrique 2020 (Tunisie)

Autres
- Médaillé de bronze aux Jeux méditerranéens de 2005 (Espagne)

### Distinctions personnelles
- Élu meilleur gardien du championnat d'Afrique des nations 2018[1]